# ایستگاه ساپرتون
ایستگاه ساپرتون (انگلیسی: Sapperton station) یک ایستگاه مرتفع در خط اکسپو (اسکای‌ترین) مترو ونکوور اسکای‌ترین (ونکوور) است. این ایستگاه در خیابان برونیت، بالای راه‌آهن کانادا پاسیفیک در محله ساپرتون در نیو وست مینستر، بریتیش کلمبیا، کانادا واقع شده‌است. در نزدیکی بیمارستان رویال کلمبیا قرار دارد. دفاتر مرکزی ترانس لینک نیز در مجاورت ایستگاه قرار دارند.